# Фантакрим-МЕГА
«Фантакрим-МЕГА» (или «MEGA») — русскоязычный научно-фантастический журнал, издававшийся в Минске издательским домом «Эридан» с 1990 по 1998 год. В журнале впервые издавались некоторые произведения таких авторов, как Сергей Лукьяненко и Виктор Пелевин.
Предтечей журнала были посвящённые фантастике спецвыпуски минского журнала «Парус». В 1988—1990 годах в журнале «Парус» таким был каждый седьмой номер года. «Фантакрим-МЕГА» стал первым профессиональным журналом в СССР, полностью посвящённым фантастике. Журнал отличало оригинальное оформление, которым занимался художник-дизайнер Валерий Рульков. Главным редактором журнала стал Ефим Шур. Журнал публиковал отечественную и переводную фантастику, литературную критику и кинокритику, статьи, посвящённые истории жанра, и библиографию.
В 1990 году вышел пилотный выпуск. С 1991 года журнал выходил два раза в месяц. Тираж первого номера составлял 100 тысяч экземпляров, однако начиная с 1992 года он стал снижаться: сначала до 30 тысяч, затем — до 15, а потом и до 1 тысячи экземпляров. В 1994 году увидели свет лишь два номера.
В 1994 году Ефиму Шуру Борисом Стругацким была вручена премия «Странник» как лучшему редактору фантастического журнала.
В 1995 году журнал был закрыт по экономическим причинам. В 1998 году Ефим Шур попытался возобновить выпуск журнала, однако вышедший тогда 25-й юбилейный номер стал и последним.